# Newport (Nueva York)
Newport es un pueblo ubicado en el condado de Herkimer en el estado estadounidense de Nueva York. En el año 2000 tenía una población de 2.192 habitantes y una densidad poblacional de 26.4 personas por km².

## Demografía
Según la Oficina del Censo en 2000 los ingresos medios por hogar en la localidad eran de $37,300, y los ingresos medios por familia eran $42,273. Los hombres tenían unos ingresos medios de $30,433 frente a los $25,391 para las mujeres. La renta per cápita para la localidad era de $17,044. Alrededor del 8.2% de la población estaban por debajo del umbral de pobreza.